# روس إدواردز
روس إدواردز (1 ديسمبر 1942 في أستراليا - ) (بالإنجليزية: Ross Edwards)‏ هو لاعب كريكت أسترالي. شارك مع منتخب أستراليا الوطني للكريكت. أما مع النوادي، فقد لعب مع فريق جنوب ويلز الجديد للكريكت ‏ وفريق غرب أستراليا للكريكت ‏.

## وصلات خارجية
- روس إدواردز على موقع إي آس بي آن كريك إنفو (الإنجليزية)